# Конурбаев, Валихан Сиянбекович
Валихан Сиянбекович Конурбаев (09.11.1945 — 10.06.2022) — казахстанский дипломат и государственный деятель, депутат Мажилиса Парламента РК (2007—2011).

## Биография
Родился 09.11.1945 в пос. Зеренда Кокчетавской области.
Окончил Карагандинский политехнический институт, инженер-механик (1969); Алма-Атинскую высшую партийную школу (1979); Высшую школу КГБ СССР (1987).
- 1969—1977 инженер автотранспортного предприятия, секретарь Кокчетавского обкома профсоюза работников автотранспорта, инструктор Кокчетавского обкома Компартии Казахстана;
- 1979—1985 инструктор, заведующий сектором, помощник первого секретаря Семипалатинского обкома, первый секретарь Ленинского райкома Компартии Казахстана;
- 1987—1992 работал в Комитете государственной безопасности Казахской ССР и Республики Казахстан, полковник;
- 1992 руководитель группы управления по обслуживанию дипкорпуса Министерства иностранных дел Республики Казахстан;
- 1992—1996 начальник Департамента по работе с дипломатическими представительствами Министерства иностранных дел Республики Казахстан;
- февраль 1997 — май 1999 временный поверенный в делах Республики Казахстан в Монголии;
- май 1999 — сентябрь 2007 директор Департамента консульской службы Министерства иностранных дел РК

Со 2 сентября 2007 по ноябрь 2011 года депутат Мажилиса Парламента РК (избран по партийному списку Народно-Демократической партии «Нур Отан»). Член Комитета по международным делам, обороне и безопасности.
С 2012 г. член Общественного совета при МИД РК.
Чрезвычайный и Полномочный Посланник 2-го класса (2002). Награждён орденом «Курмет» (2011) и медалями.
Почётный работник туризма Республики Казахстан (звание присвоено за участие в работе организационного комитета по подготовке и проведению 45-го заседания Комиссии Всемирной Туристской Организации для Европы в городе Алматы в 2006 году). Почётный профессор Евразийского национального университета им. Л. Н. Гумилева (2004).
Жена: Конурбаева Жания Мухамеджановна (педагог). Дочери — Айгуль (1973 г.р.), Алмагуль (1976 г.р.).